# Principatul de Antiohia

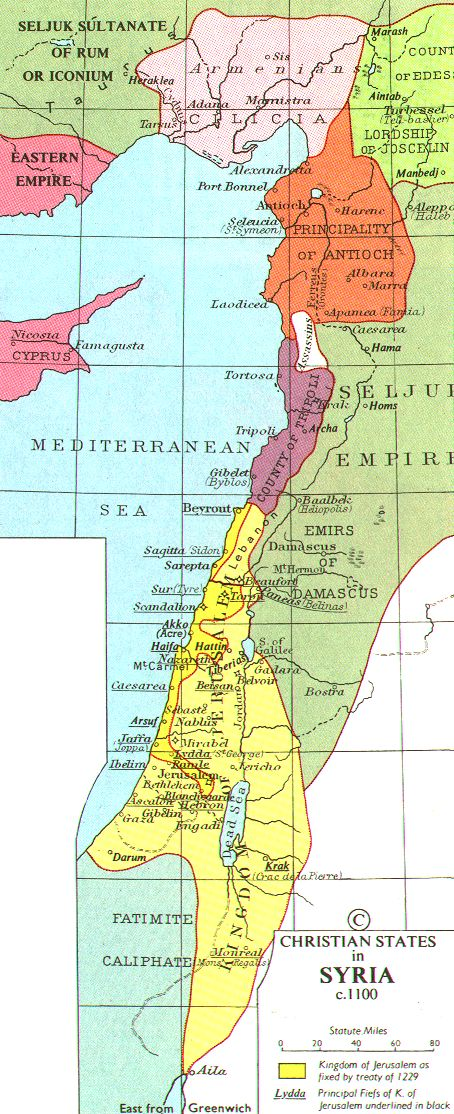
Hartă reprezentând statele cruciate

Principatul de Antiohia a fost unul dintre statele cruciate constituite pe parcursul primei cruciade, care a inclus părți din actualele state Turcia și Siria.
Principatul de Antiohia a avut o extindere teritorială mai redusă decât Comitatul de Edessa și Regatul Ierusalimului. El se întindea de-a lungul unghiului nord-estic al Mediteranei, mărginindu-se cu Comitatul de Tripoli spre sud, Comitatul de Edessa la răsărit, și când cu Imperiul Bizantin, când cu Regatul armean din Cilicia către nord-vest. El nu număra mai mult de 20.000 de locuitori în secolul al XII-lea, dintre care majoritatea era formată din armeni și greci, alături de câțiva musulmani în afara orașului Antiohia. Cei mai mulți dintre cruciații stabiliți acolo erau de origine normandă din sudul Italiei, ca și primii conducători ai principatului (care erau membri ai dinastiei Hauteville).

## Istoria

### Întemeierea

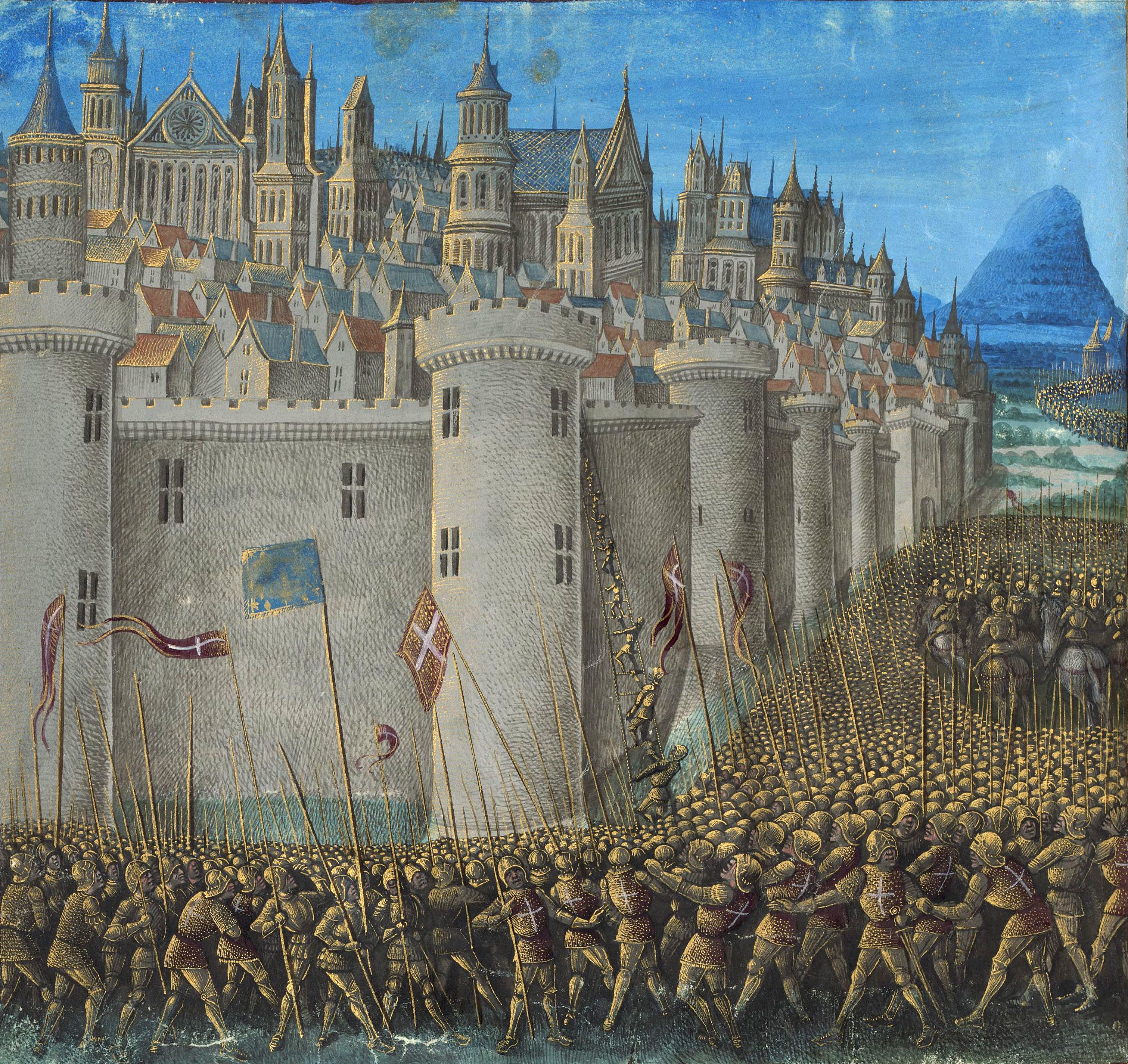
Asediul Antiohiei, conform unei miniaturi medievale.

Atunci când Balduin de Boulogne și Tancred de Taranto s-au îndreptat spre zona din răsăritul Asiei Mici, unde au întemeiat Comitatul de Edessa, grosul trupelor participante la prima cruciadă și-a continuat înaintarea spre sud, ajungând în dreptul Antiohiei, moment în care a început asedierea orașului, din octombrie 1097, sub comanda normandului Boemund de Taranto. Cu cele peste 400 de turnuri ale sale, orașul era aproape impenetrabil. Ca urmare, asediul a durat pe tot parcursul iernii, cu multe impedimente întâmpinate de cruciați, care ajunseseră în situația de a se hrăni cu carnea propriilor cai sau, potrivit legendei, cu trupurile camarazilor lor căzuți în luptă.
Cu toate acestea, Bohemund a convins pe gardianul unuia dintre turnuri, un armean creștin pe nume Firouz, să permită intrarea cruciaților în cetate. Acest lucru s-a întâmplat în 3 iunie 1098, urmat fiind de masacrarea musulmanilor. La numai patru zile după aceea, o armată a musulmanilor din Mosul, sub conducerea lui Kerbogha, a ajuns în zonă, astfel încât creștinii s-au transformat din asediatori în asediați. Împăratul bizantin Alexios I Comnen se afla pe drum pentru a veni cu o armată în sprijinul cruciaților, însă a făcut cale întoarsă în fața zvonurilor privind recucerirea orașului de către musulmani.
Cu toate acestea, cruciații au rezistat asediului adversarilor, cu sprijinul unui mistic numit Petru Bartolomeu din Marsilia. Acesta pretindea că ar fi fost vizitat de Sfântul Andrei, care i-ar fi spus că lancea cu care fusese împuns Mântuitorul pe când se afla pe Sfânta Cruce, s-ar fi aflat localizată chiar în Antiohia. Catedrala Sfântului Petru a fost excavată, iar lancea a fost descoperită de către Petru Bartolomeu însuși. Deși pare cel mai probabil ca Petru să fi implantat lancea acolo anterior (chiar și legatul papal Ademar de Le Puy considera că ar fi fost vorba de o farsă), episodul a fost în măsură să ridice moralul cruciaților asediați. Cu nou descoperita relicvă în frunte, Bohemund a pornit să se confrunte cu Kerbogha, care a fost înfrânt în mod miraculos  — miraculos potrivit cruciaților, care pretindeau a fi văzut o armată de sfinți coborându-se pentru a-i ajuta pe câmpul de luptă.
A fost o îndelungată dispută asupra persoanei căreia să îi revină controlul asupra Antiohiei. Bohemund, sprijinit de ceilalți normanzi au avut în cele din urmă câștig de cauză, iar Bohemund s-a autoproclamat principe. El era deja principe de Taranto în Italia, și își dorea continuarea unei poziții independente în noua sa posesiune; ca urmare, el nu a căutat să primească titlul princiar din partea împăratului bizantin (față de care depusese jurământ de supunere pe când se aflase la Constantinopol, ca și ceilalți cruciați), și nici din partea nimănui care să îi impună obligațiile feudale. Între timp, o epidemie necunoscută s-a răspândit în tabăra cruciaților, una dintre victime fiind legatul Ademar de Le Puy.

### Începuturile

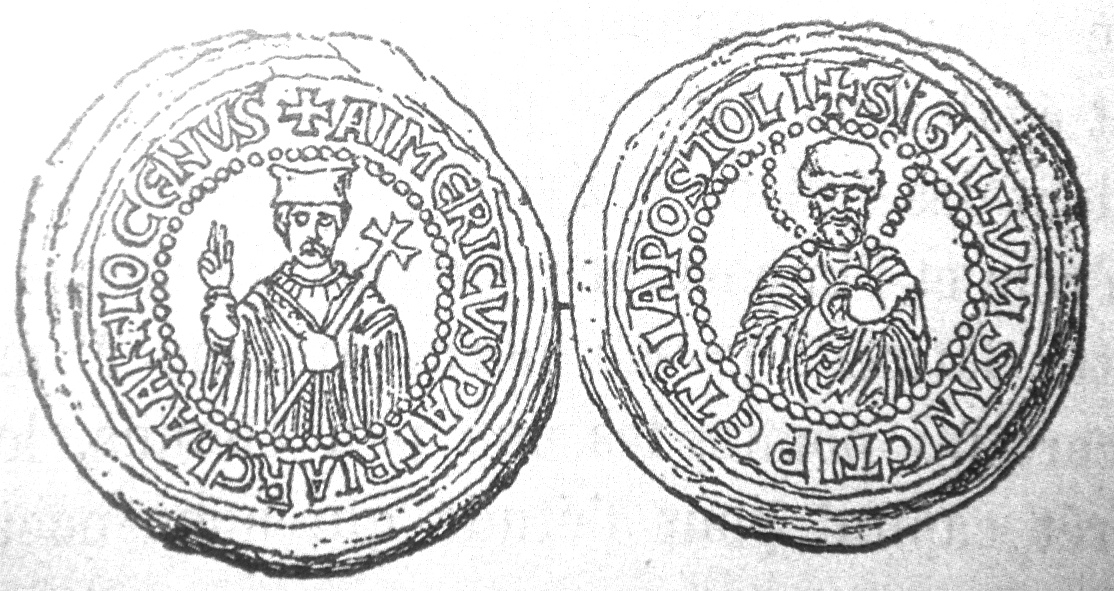
Monedă a patriarhului latin de Antiohia, Aimeric de Limoges (1139-1193), cu bustul patriarhului pe revers

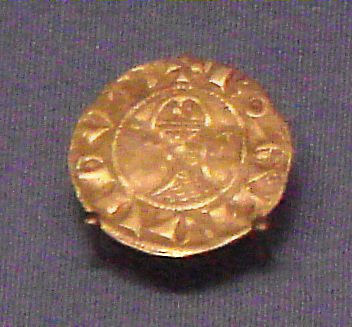
Dinarul de Antiohia (1163-1216), British Museum

Primul principe de Antiohia, Bohemund I a fost capturat în urma unei bătălii contra danișmenizilor în 1100, regent devenind nepotul său de frate Tancred.  Acesta a extins granițele principatului, cucerind orașele Tarsus și Laodiceea (Latakia) de la bizantini. Orașele respective, alături de alte teritorii, au fost pierdute după bătălia de la Harran din 1104, în care regele Balduin I al Ierusalimului a căzut și el prizonier. În ceea ce îl privește pe Bohemund, acesta a fost eliberat în 1103, însă l-a menținut pe Tancred ca regent, el plecând în Italia, cu scopul de a angaja mai multe trupe, în 1104. Cu toate acestea, Bohemund a folosit respectivele trupe pentru a ataca Bizanțul, în 1107, fiind însă înfrânt de către trupele lui Alexios I Comnen la Dyrrachion în 1108, fiind silit de basileu să semneze tratatul de la Devol, în virtutea căruia Principatul de Antiohia se supunea Imperiului Bizantin până la moartea lui Bohemund; de altfel, Bohemund promisese încă din 1097 ca orice teritoriu cucerit de către cruciați (cu excepția Palestinei) să fie retrocedat Bizanțului. De asemenea, Bohemund a atacat Alepul alături de Balduin I și de contele Josselin I de Edessa; atunci când Balduin și Josselin au fost capturați, Tancred a devenit regent și în Edessa. Bohemond l-a lăsat pe Tancred ca regent încă o dată și a revenit în Italia, unde a murit în 1111.
Împăratul Alexios dorea ca Tancred să restituie integral Principatul de Antiohia Bizanțului, însă Tancred avea de partea sa pe contele de Tripoli și pe regele Ierusalimului; de fapt, Tancred fusese unicul conducător cruciat care refuzase în 1097 să jure retrocedarea teritoriilor cucerite către Alexios (cu toate că niciunul dintre ceilalți cruciați, cu excepția lui Raimond de Saint-Gilles, nu și-a ținut promisiunea). Tancred a murit în 1112 și a fost succedat de către Bohemund al II-lea, fiul lui Bohemund I, care, fiind minor, a fost trecut sub regența nepotului lui Tancred Roger de Salerno, care a respins un atac al selgiucizilor în 1113.
Totuși, în 27 iunie 1119, Roger a fost ucis în bătălia de la Ager Sanguinis ("Câmpul Sângelui"); ca urmare, Antiohia a devenit un stat vasal al Regatului Ierusalimului, avându-l pe regele Balduin al II-lea al Ierusalimului ca regent până în 1126 (cu toate că Balduin și-a petrecut cea mai mare din timp fiind captiv în Alep). Bohemund al II-lea, care s-a căsătorit cu fiica lui Balduin, Alice, a condus vreme de numai patru ani, iar principatul a fost moștenit de către fiica sa minoră Constanța; Balduin al II-lea a activat din nou ca regent până la moartea sa din 1131, când puterea a fost preluată de Fulc de Anjou. În 1136 Constanța, având pe atunci doar 10 ani, a fost căsătorită cu Raimond de Poitiers, în vârstă de 36 de ani.
Raimond, ca și predecesorii săi, a atacat Cilicia, provincie bizantină. Totuși, de această dată, împăratul Ioan al II-lea Comnen a preluat inițiativa. El a sosit în Antiohia în 1138 și l-a silit pe Raimond să îi jure credință. A urmat apoi o campanie comună în care Ioan al II-lea conducea armatele Bizanțului, Antiohiei și Edessei împotriva musulmanilor din Siria. Alepul s-a dovedit prea puternic pentru a fi cucerit, însă forărețele din Balat, Biza'a, Athereb, Maarat și Kafartab au fost capturate. Cu toate că Ioan Comnenul lupta din răsputeri și pentru cauza creștinilor din Siria, aliații săi, principele Raimond de Antiohia și Josselin al II-lea de Edessa mărșăluiau prin regiune, fără a-i acorda sprijin basileului pentru a duce la bun sfârșit asediul Shaizarului. Orașul a cedat, însă citadela a rezistat în fața asaltului. Emirul de Shaizar a oferit să plătească o largă indemnizație, să devină vasal al lui Ioan și să ofere un tribut anual; oferta a fost până la urmă acceptată de către împărat, fără prea mare tragere de inimă. La revenirea armatei în Antiohia, o mulțime instigată de Josselin al II-lea de Edessa îl silește pe Ioan Comnen să părăsească întreaga acțiune. Ioan întocmea noi planuri de recucerire a Antiohiei, cu intenția de a deveni stăpânul efectiv și asupra celorlalte state cruciate, însă a murit în 1143.

### Antiohia în cadrul Imperiului Bizantin

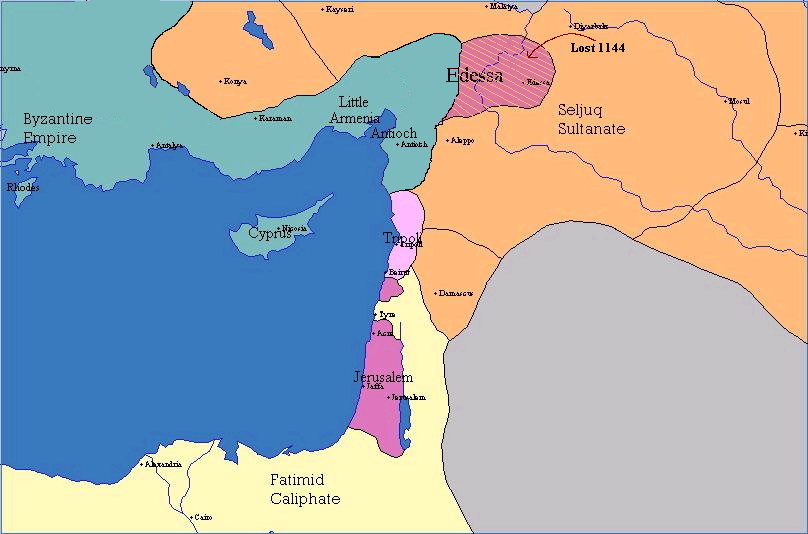
Antiohia sub protecția bizantină

După ce Edessa a fost capturată în 1144 de către Nur ad-Din, Antiohia a fost la rândul său atacată de către același comandant musulman în timpul sosirii trupelor cruciadei a doua. Cea mai mare parte din estul principatului era pierdută, iar Raimond a căzut ucis în bătălia de la Inab din 1149. Nominal, regele Balduin al III-lea al Ierusalimului a devenit regent în numele văduvei lui Raimond, Constanța până în 1153, când aceasta s-a recăsătorit cu Renaud de Châtillon. La rândul său, Renaud a intrat imediat în conflict cu bizantinii, de această dată confruntările desfășurându-se în Cipru. Noul principe a încheiat pace cu basileul Manuel I Comnen; cu toate acestea, în 1158 și 1159 Manuel a sosit pentru a prelua personal controlul asupra principatului. Din acel moment, Principatul de Antiohia a devenit vasal față de Bizanț, situația care a continuat până la moartea lui Manuel din 1180. Deși această înțelegere presupunea ca principatul să pună la dispoziția armatei bizantine un contingent militar (trupele din Antiohia au luat parte la un atac împotriva turcilor selgiucizi în 1176), ea asigura în același timp protejarea orașului împotriva lui Nur ad-Din într-un moment în care se afla într-un mare pericol de a fi cucerit de către musulmani.
Ranald a fost luat prizonier de către musulmani în 1160, iar regența a revenit patriarhului latin de Antiohia (Rainald nu a fost eliberat decât în 1176, nemairevenind niciodată în Antiohia). Între timp, Manuel s-a căsătorit cu fiica principesei Constanța, Maria, însă, dat fiind că Constanța se afla doar nominal la conducerea Antiohiei, ea a fost detronată cu lejeritate în 1163 și înlocuită cu fiul ei, Bohemund al III-lea. Cu toate acestea, Bohemund a fost și el luat prizonier de către Nur ad-Din în anul următor în bătălia de la Harim, iar râul Orontes a devenit graniță permanentă între Antiohia și Alep. Bohemund s-a întos în Antiohia în 1165 și s-a căsătorit cu una dintre nepoatele lui Manuel Comnen; de asemenea, a acceptat instalarea unui patriarh grec ortodox în oraș.
Alianța impusă cu Bizanțul a luat sfârșit odată cu moartea împăratului Manuel I din 1180. Dintr-odată, Antiohia a fost lipsită de protecția Imperiului, care până atunci fusese suficientă pentru a-l ține deoparte pe Nur ad-Din de la intervenții în regiune vreme de 20 de ani. Cu toate acestea, cu ajutorul flotelor trimise de orașele italiene, Antiohia a rezistat asalturilor ayyubidului Saladin din 1187, spre deosebire de Regatul Ierusalimului. Nici Antiohia, nici Comitatul de Tripoli nu au participat la Cruciada a treia, deși resturile armatei împăratului Frederic Barbarossa s-au oprit pentru scurtă vreme în Antiohia în 1190, însă doar pentru a-l înmormânta pe acesta. După bătălia de la Hattin, fiul mai vârstnic al lui Bohemund al III-lea, Raimond a devenit conte de Tripoli (ca și un alt fiu, Bohemund), și s-a căsătorit cu o prințesă armeană, Alice în 1194.
Bohemund al III-lea a murit în 1201. Acest eveniment a condus la o luptă pentru controlul în regiune între Antiohia, reprezentată de Bohemund de Tripoli, și Armenia, reprezentată de nepotul lui Bohemund al III-lea și fiul lui Raimond al IV-lea de Tripoli, Raimond-Ruben. Bohemund de Tripoli, sub numele de Bohemund al IV-lea, a preluat controlul până în 1207, însă Raimond a domnit și el ca rival între 1216 și 1219. Bohemund al IV-lea a murit în 1233, iar Antiohia, condusă de fiul lui, Bohemund al V-lea, nu a jucat niciun rol important în Cruciada a cincea, în negocierile împăratului Frederic al II-lea de Hohenstaufen de restituire a Ierusalimului în cadrul cruciadei a șasea sau în cruciada regelui Ludovic al IX-lea al Franței (Cruciada a șaptea).

### Căderea Principatului de Antiohia

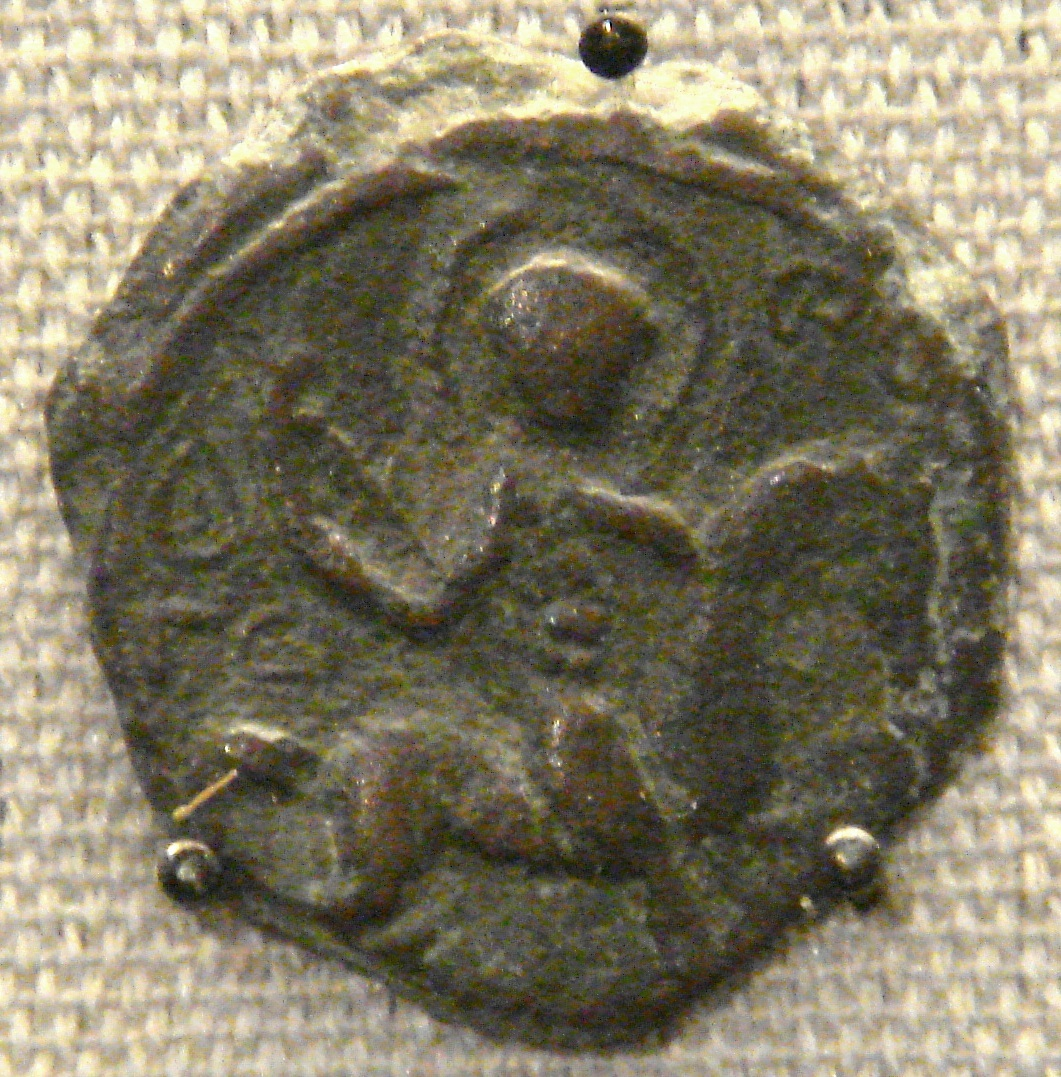
Moneda Principatului de Antiohia, 1112-1119, cu Sfântul Gheorghe pe revers.

În 1254, principele Bohemund al VI-lea s-a căsătorit cu Sibila, o principesă armeană, punând capăt luptei pentru putere dintre cele două formațiuni statale, cu toate că până la acel moment Armenia fusese mai puternică, iar Antiohia devenise de facto un stat vasal față de regatul armean. Cu toate acestea, ambele erau absorbite de conflictul dintre mameluci și mongoli. În 1260, sub influența socrului său, regele armean Hetoum I, Bohemund al VI-lea s-a supus mongolilor conduși de Hulagu, transformând Antiohia într-un stat tributar față de Imperiul Mongol. Bohemund și Hetoum au luptat alături de mongoli în campania acestora de cucerire a Siriei musulmane, cucerind împreună cu aceștia Alepul, iar apoi și Damascul.
Când mongolii au fost înfrânți în bătălia de la Ain Jalut din 1260 de către mameluci, Baibars, sultanul mameluc din Egipt, a început să amenințe Antiohia, pe motivul sprijinirii mongolilor. Baibars a cucerit până la urmă Antiohia în 1268, astfel încât întreaga Sirie de nord a fost imediat pierdută; 21 de ani mai târziu, Acra a fost și ea pierdută, iar statele cruciate au încetat să mai existe.
Titlul de principe de Antiohia, lipsit acum de conținut, a trecut, cu extinderea asupra conților de Tripoli, asupra regilor din Cipru, fiind uneori acordat ca demnitate membrilor mai tineri din casa regală a Ciprului.